# Coroaci
Coroaci is een gemeente in de Braziliaanse deelstaat Minas Gerais. De gemeente telt 11.131 inwoners (schatting 2009).

## Aangrenzende gemeenten
De gemeente grenst aan Governador Valadares, Marilac, Nacip Raydan, Peçanha, Sardoá en Virgolândia.